# Evaldo Ulinski
Evaldo Ulinski (Rio Negro, 1944) é um empresário brasileiro, conhecido por ter sido fundador e dono do Grupo Big Frango.
Caçula de oito irmãos filhos de imigrantes poloneses, Evaldo se tornou um dos principais empresários do Paraná com a Big Frango, frigorífico de aves líder no Brasil. Com sede em Rolândia, o frigorífico faturou R$ 672 milhões em 2009, R$ 1,2 bilhão em 2010 e R$ 1,5 bilhão em 2011. Em 2014 a empresa foi vendida para a JBS por 430 milhões de reais. Em 2017 Evaldo denunciou um esquema de calote da Caixa Econômica Federal. Segundo ele, após pedir um empréstimo de R$100 milhões, pagaria 30% a um grupo de pessoas e teria a dívida perdoada. A Big Frango é alvo da Operação Cui Bono?.
Evaldo foi casado com Nylcéia do Carmo Felippe Ulinski por mais de 40 anos (desde 5 de setembro de 1970) , com quem teve 3 filhos, Evaldo Junior, Fernanda e Francielle. Teve um relacionamento extraconjugal conturbado e midiático com a socialite Val Marchiori. O relacionamento teve início em 2005 e no mesmo ano os dois se tornaram pais de gêmeos, Eike e Victor, reconhecidos por Evaldo após teste de DNA. Em 2012 Evaldo chegou a bloquear os bens dos menores na justiça, entretanto os dois formalizaram uma união estável em 2014 e se separaram em 2015.